# Parafia Matki Bożej Różańcowej w Piaskach
Parafia Matki Bożej Różańcowej w Piaskach – rzymskokatolicka parafia znajdująca się w diecezji grodzieńskiej, w dekanacie Mosty, na Białorusi.

## Historia
Pierwszy kościół w Piaskach powstał w 1682 lub 1782. W 1857 lub 1877 powstał kolejny, również drewniany. Był on pw. Wniebowzięcia Najświętszej Maryi Panny. W latach 1900–1914 wzniesiono obecny, murowany kościół pod wezwaniem Matki Bożej Różańcowej.
W okresie międzywojennym parafia należała do dekanatu Wołkowysk archidiecezji wileńskiej. Przed wybuchem II wojny światowej liczyła ok. 1500 wiernych. 
W 1945 kościół został znacjonalizowany przez komunistów i zamieniony w skład zboża. Został on zwrócony katolikom w 1989. W latach 1991–1997 przeprowadzano jego remont.